# Шкотов, Алексей Алексеевич
Алексей Алексеевич Шкотов (6 июня 1984, Электросталь, СССР) — российский хоккеист, правый нападающий.

## Карьера
Воспитанник школы «Кристалла» Электросталь. Профессиональную карьеру начал в 2002 году, подписав контракт с клубом ЦСКА. В том же году на драфте НХЛ был выбран клубом «Сент-Луис Блюз» во втором раунде под общим 48 номером. После сезона в ЦСКА в сезоне 2003/04 играл за «Монктон Уайлдкэтс» и «Квебек Ремпартс», клубы QMJHL, в «Квебек Ремпартс» в 36 матчах забил 25 шайб и сделал 36 результативных передач, став одним из самых полезных игроков команды.
Начало сезона 2004/05 провёл в «Вустер АйсКэтс» — клубе Американской хоккейной лиги, после чего вернулся в Россию, где подписал контракт с воскресенским «Химиком». С 2005 по 2007 год выступал в мытищинском «Химике». Сезоны с 2006 по 2009 год провёл в уфимском «Салават Юлаеве», за последний свой сезон 2008/09 в этой команде на лёд вышел всего раз. В 2009 году подписал контракт c новосибирской «Сибирью». Расторг контракт с клубом и перебрался в московский «Спартак», где выступал до 2011 года.

## Статистика выступлений
```
                                         --- Регулярный сезон---      ---- Плей-офф ----

Сезон   Команда                       Лига     И   Г   ГП    О   Штр    И   Г   ГП О Штр
---------------------------------------------------------------------------------------
2001-02   Элемаш-2 (Электросталь)      ВЛ      52  18	9    27	 40     -   -   -  -  -
2002-03   ЦСКА (Москва)                РСЛ     33  5    6    1   20     -   -   -  -  -
2003-04   Монктон Вилдкэтс (Монктон)   QMJHL   7   2    4    6   2      -   -   -  -  -
          Квебек Ремпартс (Квебек)     QMJHL   36  25   36   61  24     -   -   -  -  -
2004-05   Вустер АйсКэтс (Вустер)      AHL     45  9    5    14  74     -   -   -  -  -
          Химик (Воскресенск)          РСЛ     21  6    1    7   8      -   -   -  -  -
2005-06   Химик (Мытищи)               РСЛ     32  6    10   16  34     -   -   -  -  -
2006-07   Химик (Мытищи)               РСЛ     13  2    4    6   8      -   -   -  -  -
          Салават Юлаев (Уфа)          РСЛ     19  1    4    5   28     -   -   -  -  -
2007-08   Салават Юлаев (Уфа)          РСЛ     26  5    3    8   14     -   -   -  -  -
2008-09   Салават Юлаев (Уфа)          КХЛ     1   0    0    0   0      -   -   -  -  -
2009-10   Сибирь (Новосибирск)         КХЛ     9   2    0    2   6      -   -   -  -  -
          Спартак (Москва)             КХЛ     16  2    2    4   2      10  1   3  4  2
2010-11   Спартак (Москва)             КХЛ     31  2    10   12  8      3   0   1  1  0
---------------------------------------------------------------------------------------

```